# Pierre Roger
Pierre Roger (La Flèche, 8 de diciembre de 1983) es un deportista francés que compitió en natación, especialista en el estilo espalda.
Ganó dos medallas en el Campeonato Europeo de Natación de 2002 y una medalla de bronce en el Campeonato Europeo de Natación en Piscina Corta de 2008.

## Palmarés internacional
| Campeonato Europeo                  | Campeonato Europeo | Campeonato Europeo | Campeonato Europeo |
| Año                                 | Lugar              | Medalla            | Prueba             |
| ----------------------------------- | ------------------ | ------------------ | ------------------ |
| 2002                                | Berlín (Alemania)  | Medalla de plata   | 4 × 100 m estilos  |
| 2002                                | Berlín (Alemania)  | Medalla de bronce  | 100 m espalda      |
| Campeonato Europeo en Piscina Corta |                    |                    |                    |
| Año                                 | Lugar              | Medalla            | Prueba             |
| 2008                                | Rijeka (Croacia)   | Medalla de bronce  | 200 m espalda      |